# Katarinaparakit
Katarinaparakit (Bolborhynchus lineola) är en fågel i familjen västpapegojor inom ordningen papegojfåglar.

## Utbredning och systematik
Katarinaparakit delas in i två underarter:
- Bolborhynchus lineola lineola – förekommer i fuktiga bergsskogar från södra Mexico till västra Panama
- Bolborhynchus lineola tigrinus – förekommer i Anderna från Venezuela söderut till sydöstra Ecuador och centrala Bolivia (Santa Cruz); även kustnära berg i Venezuela (Aragua)

## Status
Arten har ett stort utbredningsområde och beståndet anses vara stabilt. Internationella naturvårdsunionen IUCN listar den därför som livskraftig (LC). Beståndet uppskattas till i storleksordningen 50 000 till en halv miljon vuxna individer.

## Som burfågel
Katarinaparakit hör till de papegojor som hålls som burfågel. Vilda katarinaparakiter har en övervägande grön fjäderdräkt, men i fångenskap har man avlat fram flera olika färgvarianter, och förutom grön förekommer därför bland burfåglar även turkos, blå, gul eller grå fjäderdräkt.

## Bildgalleri

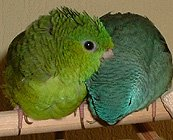
Katarinaparakit finns som burfågel i olika färgvarianter, här grön och turkos.
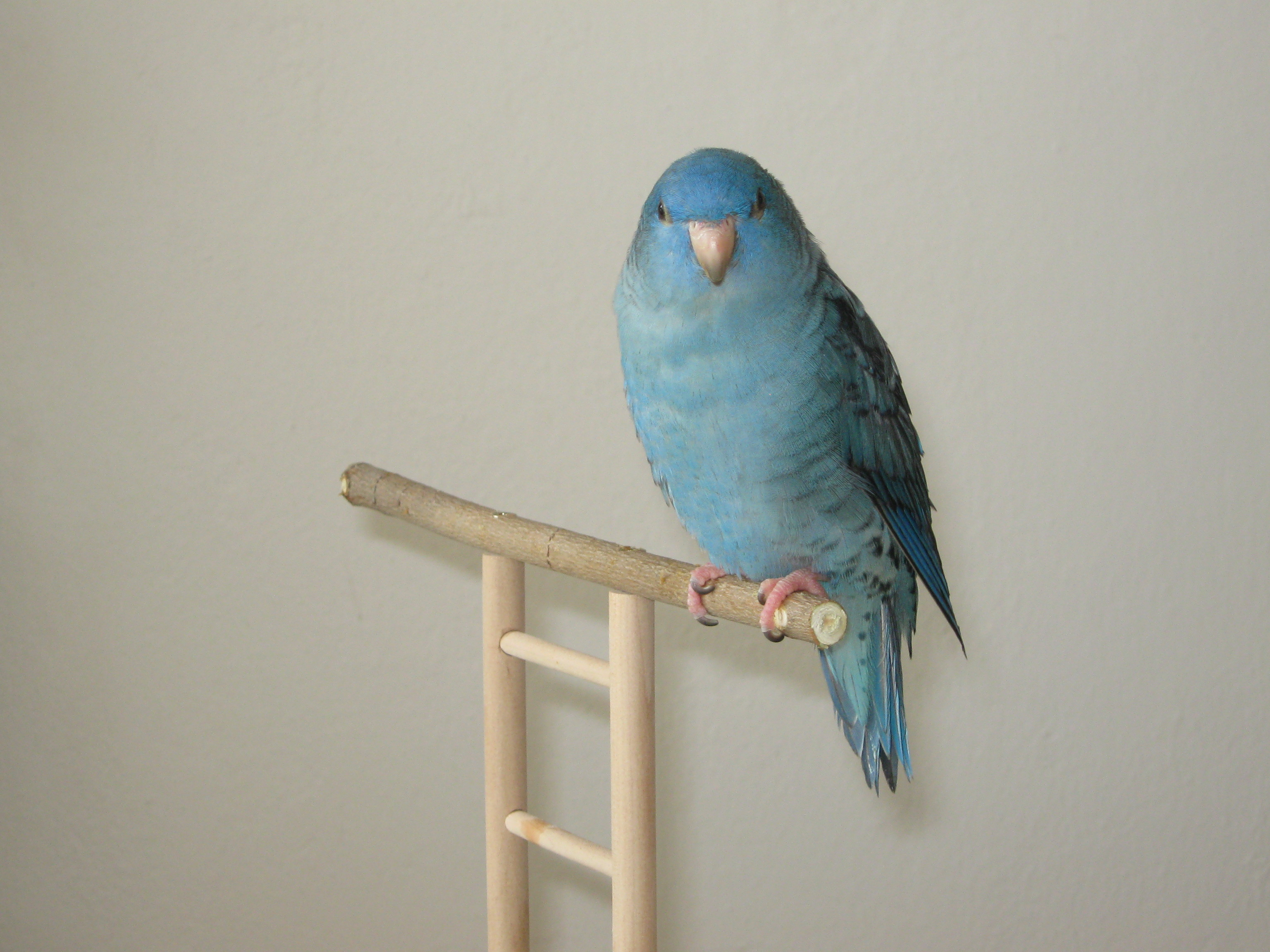
En blå färgvariant som kalls kobolt.
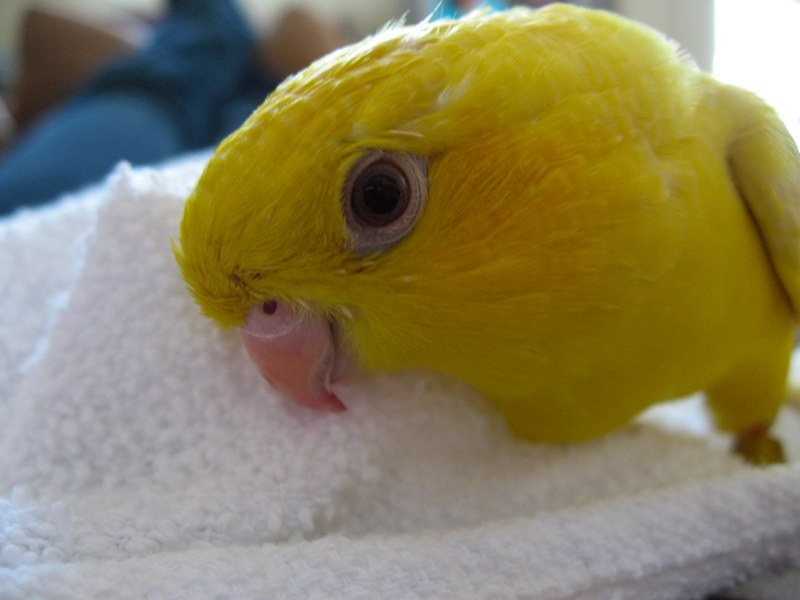
Gul färgvariant som kallas lutino.
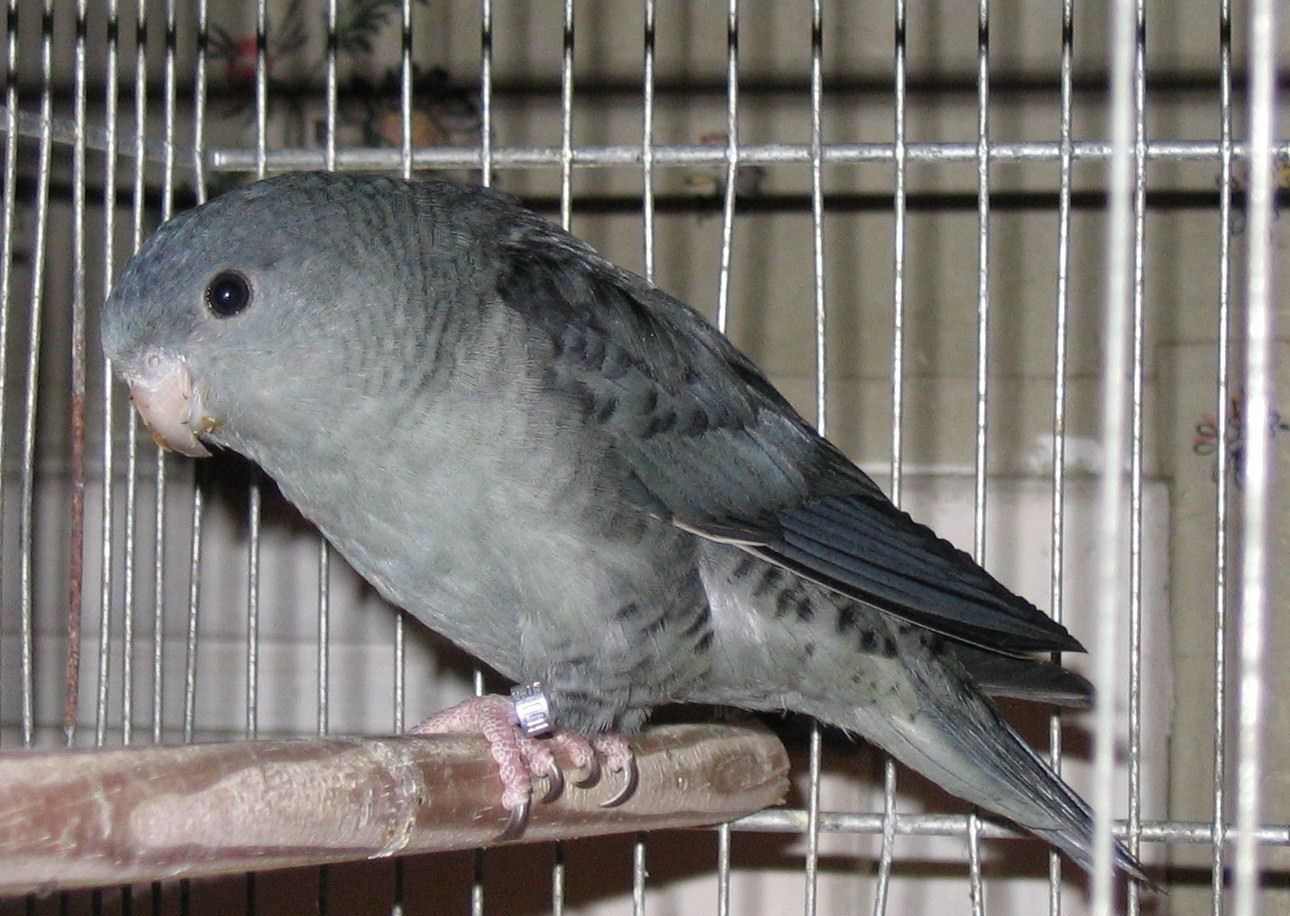
En gråaktig färgvariant som kallas mauve.

- Inspelningar av olika läten.